# Hirmoneura annandalei
Hirmoneura annandalei är en tvåvingeart som beskrevs av Robert W. Lichtwardt 1913. Hirmoneura annandalei ingår i släktet Hirmoneura och familjen Nemestrinidae. Inga underarter finns listade i Catalogue of Life.